# Anna-Leena Siikala
Arja Anna-Leena Siikala, ehemals Kuusi, geborene Aarnisalo, (* 1. Januar 1943 in Helsinki; † 27. Februar 2016 in Espoo) war eine Professorin an der Universität Helsinki mit den Schwerpunkten Volksglaube, Mythologie und Schamanismus.

## Leben und Wirken
Anna-Leena Siikala ging in Helsinki zur Schule, sie schloss 1968 ihr Studium der Philosophie an der Universität Helsinki mit einem Master ab, hiernach folgte im Jahr 1970 ihr Lizentiat. Im Jahr 1978 wurde sie promoviert. Ihr Doktorvater war Matti Kuusi als Professor, wo sie über die „Ritentechniken der sibirischen Schamanen“ ihre Dissertation verfasste.
Von 1995 bis 2007 war sie Professorin für Folkloristik in Helsinki. Siikala hatte mehrere Professuren inne, so von 1979 bis 1982: Turun yliopiston folkloristiikan ja uskontotieteen vs. Professori, von 1988 bis 1995 Joensuun yliopisto, eine Professur für Folklorestudien und von 1995 bis 2007 Helsingin yliopisto, Professor für Folklore sowie von 1999 bis 2004 Suomen Akatemia, eine Akademieprofessur.
Sie führte Feldforschungen in Finnland und auf den Cookinseln in Polynesien sowie bei den finnischsprachigen Völkern Russlands, den Udmurten, den Komi-Völkern und den Chanten Sibiriens durch.
Siikalas wichtigste Forschungsprojekte waren „Myth, History, Society: Ethnic/National Traditions in the Age of Globalization“ (1999–2004) und „The Other Russia: Cultural Multiplicity in the Making“ (2004–2007). Gemeinsam mit Mihály Hoppál und Wladimir Wladimirowitsch Napolskikh gab sie die „Encyclopaedia of Uralic Mythologies“ heraus.
Im Jahr 2009 wurde Siikala in die Akateemikko gewählt. Anna-Leena Siikala hat im Laufe ihrer Karriere mehr als 230 Publikationen verfasst. Siikalas Werk Suomalainen šamanismi (1992)  stellt den finnischen Schamanismus und die dahinter stehende Gedankenwelt umfassend dar. Itämerensuomalaisten mytologia (2012), „Mythologie der baltischen Finnen“ (2012) basiert auf Siikalas früheren Veröffentlichungen und ihrem Lebenswerk ersten umfassenden Gesamtdarstellung der Mythologie Finnlands und der umliegenden Regionen seit den 1960er Jahren. Das Werk wurde 2013 mit dem Preis „Wissenschaftsbuch des Jahres“ ausgezeichnet.
Sie verstarb im „Puolarmetsän sairaalassa“, Puolarmetsä-Krankenhaus in Espoo.

## Publikationen (Auswahl)
in finnischer Sprache
- Tieteellisten seurain valtuuskunnan ja Tiedekustantajain liiton Vuoden tiedekirja -palkinto 2013
- Kalevalaseuran kunniajäsen 2011
- Tieteen akateemikko 2009
- Turun yliopiston kunniatohtori 2009
- Suomalaisen Tiedeakatemian kunniajäsen 2008
- Tarton yliopiston kunniatohtori 2008
- Kalevalaseuran palkinto arvokkaasta tieteellisestä työstä 2007
- Suomen Leijonan komentaja 2006
- Jenny ja Antti Wihurin säätiön kunniapalkinto 2004
- Joensuun yliopiston kunniatohtori 2004
- Suomalaisen Kirjallisuuden Seuran kunniajäsen 2004
- Unkarin Etnografian Seuran kunniatohtori 2000
- Suomen valkoisen ruusun 1 lk:n ritari 1999
- Udmurtian valtionyliopiston kunniaprofessori 1998
- Suomalaisen Kirjallisuuden Seuran palkinnot tieteellisestä työstä 1979, 1992 ja 1994

in englischer Sprache
- The Rite Technique of the Siberian Shaman (Ph.D. thesis, FF Communications 220, 1978 and 1989).
- Interpreting Oral Narrative (FF Communications 245, 1990).
- Studies in Shamanism (Ethnologica Uralica 1992 and 1998, Budapest, with Mihály Hoppálin).
- Mythic Images and Shamanism. A Perspective on Kalevala Poetry (FF Communications 280, 2002).
- Return to Culture. Oral Tradition and Society in the Southern Cook Islands (FF Communications 287, 2005, with Jukka Siikalan).